# Lieja-Bastoña-Lieja 2011
La 97.ª edición de la clásica ciclista Lieja-Bastoña-Lieja se disputó el domingo 24 de abril de 2011 con salida en Lieja y llegada en Ans, sobre un trazado de 255,6 kilómetros.
La prueba perteneció al UCI WorldTour 2011.
Participaron los mismos equipos que unos días antes participaron en la también prueba belga de la Flecha Valona 2011. Formando así un pelotón de 198 ciclistas (cerca del límite de 200 establecido para carreras profesionales), con 8 corredores cada equipo, de los que acabaron 95.
El ganador final fue Philippe Gilbert tras ganar al sprint en el terceto cabecero que lo completaban los hermanos luxemburgueses del mismo equipo Fränk Schleck (segundo) y Andy Schleck (tercero). Dichos corredores distanciarse del pelotón en la cota de Roche aux Faucons, a unos 20 km de la meta, al que solo pudo seguirles durante unos kilómetros Greg Van Avermaet, ya que venía de la fuga.
En la única clasificación secundaria, la de la montaña, se impuso por segundo año consecutivo Thomas De Gendt.

## Recorrido
El recorrido contó con 10 cotas o puertos puntuables:
| Kilómetro | Nombre                              | Longitud | Pendiente media |
| --------- | ----------------------------------- | -------- | --------------- |
| 71,5 km   | Cota de Saint-Roch                  | 1 km     | 11 %            |
| 157,5 km  | Cota de Wanne                       | 2,7 km   | 7,3 %           |
| 164,5 km  | Cota de Stockeu (Stèle Eddy Merckx) | 1 km     | 12,2 %          |
| 170 km    | Cota de la Haute-Levée              | 3,6 km   | 5,6 %           |
| 183 km    | Puerto de Rosier                    | 4,4 km   | 5,9 %           |
| 195,5 km  | Puerto de Maquisard                 | 2,5 km   | 5 %             |
| 206 km    | Mont-Theux                          | 2,5 km   | 5,9 %           |
| 220,5 km  | Cota de la Redoute                  | 2 km     | 8,8 %           |
| 236 km    | Cota de la Roche aux Faucons        | 1,5 km   | 9,9 %           |
| 250 km    | Cota de Saint-Nicolas               | 1,2 km   | 8,3 %           |

## Equipos participantes
25 equipos tomaron la salida en la carrera: los 18 ProTeams y siete equipos continentales profesionales. En total son 199 los ciclistas que tomaron la salida.
| Núm.    | Código | Equipo             |
| ------- | ------ | ------------------ |
| 1-8     | AST    | Astana Pro Team    |
| 11-18   | KAT    | Team Katusha       |
| 21-28   | MOV    | Movistar Team      |
| 31-38   | RSH    | Team RadioShack    |
| 41-48   | THR    | HTC-Highroad       |
| 51-58   | RAB    | Rabobank           |
| 61-68   | GRM    | Garmin-Cervélo     |
| 71-78   | LEO    | Team Leopard-Trek  |
| 81-88   | BMC    | BMC Racing Team    |
| 91-98   | SKY    | Team Sky           |
| 101-108 | OLO    | Omega Pharma-Lotto |
| 111-118 | LAM    | Lampre-ISD         |
| 121-128 | QST    | Quick Step         |

| Núm.    | Código | Equipo                       |
| ------- | ------ | ---------------------------- |
| 131-138 | SBS    | Saxo Bank-Sungard            |
| 141-148 | LIQ    | Liquigas-Cannondale          |
| 151-158 | EUS    | Euskaltel-Euskadi            |
| 161-168 | ALM    | AG2R-La Mondiale             |
| 171-178 | VCD    | Vacansoleil-DCM              |
| 181-188 | COF    | Cofidis                      |
| 191-198 | SKS    | Skil-Shimano                 |
| 201-208 | FDJ    | FDJ                          |
| 211-218 | LAN    | Landbouwkrediet              |
| 221-228 | SAU    | Saur-Sojasun                 |
| 231-238 | VWA    | Veranda's Willems-Accent     |
| 241-248 | TSV    | Topsport Vlaanderen-Mercator |

## Clasificación final
| Pos. | Ciclista          | Equipo              | Tiempo     |
| ---- | ----------------- | ------------------- | ---------- |
| 1.   | Philippe Gilbert  | Omega Pharma-Lotto  | 6h 13' 18" |
| 2.   | Fränk Schleck     | Leopard Trek        | m.t.       |
| 3.   | Andy Schleck      | Leopard Trek        | m.t.       |
| 4.   | Roman Kreuziger   | Astana              | + 24"      |
| 5.   | Rigoberto Urán    | Sky                 | m.t.       |
| 6.   | Chris Sørensen    | Saxo Bank Sungard   | m.t.       |
| 7.   | Greg Van Avermaet | BMC Racing          | + 27"      |
| 8.   | Vincenzo Nibali   | Liquigas-Cannondale | + 29"      |
| 9.   | Björn Leukemans   | Vacansoleil-DCM     | + 39"      |
| 10.  | Samuel Sánchez    | Euskaltel-Euskadi   | m.t.       |